# The Link
The Link je drugi studijski album francuskog metal sastava Gojira, objavljen 2003.
Remasterirano izdanje albuma ponovno je 2005. objavila Listenable Records, trenutačna izdavačka kuća sastava. Pjesma "Indians" je objavljena kao singl. 

## Popis pjesama
| 1.    | »The Link«          | 5:08 |
| 2.    | »Death of Me«       | 5:47 |
| 3.    | »Connected«         | 1:20 |
| 4.    | »Remembrance«       | 4:59 |
| 5.    | »Torii«             | 1:49 |
| 6.    | »Indians«           | 3:58 |
| 7.    | »Embrace the World« | 4:40 |
| 8.    | »Inward Movement«   | 5:51 |
| 9.    | »Over the Flows«    | 3:06 |
| 10.   | »Wisdom Comes«      | 2:26 |
| 11.   | »Dawn«              | 8:01 |
| 46:58 |                     |      |

## Produkcija

### Gojira
- Joe Duplantier – vokal, gitara
- Christian Andreu – gitara
- Jean-Michel Labadie – bas-gitara
- Mario Duplantier – bubnjevi